# Система охолодження комп'ютера
Система охолодження комп'ютера - набір засобів для відведення тепла від комп'ютерних компонентів, які нагріваються в процесі роботи комп'ютера.
Тепло в кінцевому підсумку може утилізуватися:
1. В атмосферу (радіаторні системи охолодження):
2. Пасивне охолодження (відведення тепла від радіатора здійснюється за рахунок природної конвекції)
3. Активне охолодження (відведення тепла від радіатора здійснюється за рахунок його обдування вентиляторами)
4. Разом з теплоносієм (проточні системи водяного охолодження)
5. За рахунок фазового переходу теплоносія (системи відкритого випаровування)

За способом відведення тепла від елементів, що нагріваються, системи охолодження діляться на:
1. Системи повітряного (аерогенного) охолодження
2. Системи рідинного охолодження
3. Фреонова установка
4. Системи відкритого випаровування

Також існують комбіновані системи охолодження поєднують елементи систем різних типів:
1. Ватерчіллер
2. Системи з використанням елементів Пельтье

## Системи повітряного охолодження
Принцип роботи полягає в безпосередній передачі тепла від нагрівального компонента на радіатор за рахунок теплопровідності матеріалу або за допомогою теплових трубок (або їх різновидів, таких як термосифона і випарна камера).
Найпоширеніший тип систем охолодження в даний час. Відрізняється високою універсальністю - радіатори встановлюються на більшість комп'ютерних компонентів з високим тепловиділенням. Ефективність охолодження залежить від ефективної площі розсіювання тепла радіатора, температури і швидкості проходить через нього повітряного потоку. На компоненти з відносно низьким тепловиділенням (чипсети, транзистори ланцюгів живлення, модулі оперативної пам'яті), як правило встановлюються найпростіші пасивні радіатори. На деякі комп'ютерні компоненти, зокрема жорсткі диски, встановити радіатор важко, тому вони охолоджуються за рахунок обдування вентилятором. На центральний та графічний процесори встановлюються переважно активні радіатори (кулери). Пасивне повітряне охолодження центрального і графічного процесорів вимагає застосування спеціальних радіаторів з високою ефективністю відведення тепла при низькій швидкості проходить повітряного потоку і застосовується для побудови безшумного персонального комп'ютера.

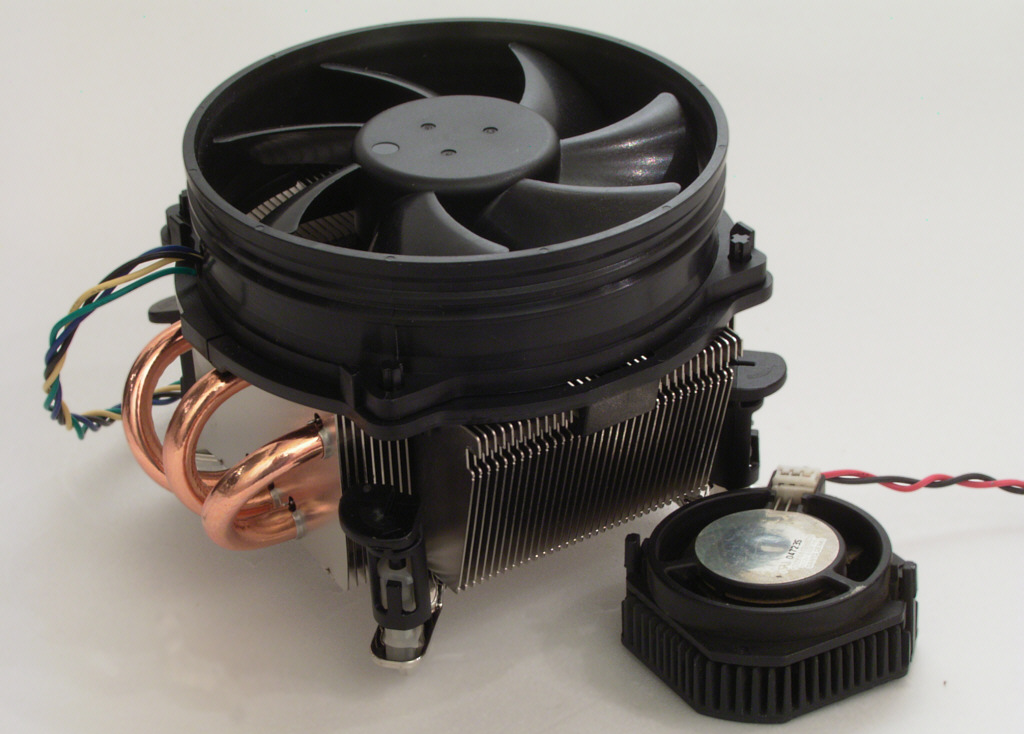
Радіатор процесора з теплопровідними трубками.

## Системи рідинного охолодження
Система рідинного охолодження складається з:
- Помпи - насоса для циркуляції робочої рідини
- Теплоприймача (ватерблоку або водяного блоку, головки охолодження) - пристрою, що відбирає тепло у охолоджуваного елементу і передавальної його робочої рідини
- Радіаторів для розсіювання тепла робочої рідини. Можуть бути активними або пасивними
- Ємності для компенсації теплового розширення рідини, збільшення теплової інерції системи та підвищення зручності доливання і зливання робочої рідини
- Шлангів або труб
- (Опціонально) Датчика потоку рідини

Рідина повинна володіти високою теплопровідністю, щоб звести до мінімуму перепад температур між стінкою трубки і поверхнею випаровування, а також високою питомою теплоємністю, щоб при меншій швидкості циркуляції рідини в контурі забезпечити більшу ефективність охолодження.

## Фреонові установки
(Жаргон.фреонки)
Холодильна установка, випарник якої встановлений безпосередньо на охолоджуваний компонент.
Такі системи дозволяють отримати низькі температури на охолоджуваному компоненті при безперервній роботі, що необхідно для екстремального розгону процесорів.
Недоліки:
- Необхідність теплоізоляції холодної частини системи та боротьби з конденсатом
- Труднощі охолодження декількох компонентів одночасно
- Підвищене електроспоживання
- Складність і дорожнеча

## Ватерчіллери
Системи поєднують системи рідинного охолодження і фреонові установки. У таких системах антифриз, що циркулює в системі рідинного охолодження, охолоджується за допомогою фреонової установки в спеціальному теплообміннику. Дані системи дозволяють використовувати негативні температури, досяжні за допомогою фреонових установок, для охолодження декількох компонентів (у звичайних фреонових установках охолодження декількох компонентів ускладнене). До недоліків таких систем відноситься велика їх складність і вартість, а також необхідність теплоізоляції всієї системи рідинного охолодження.

## Системи каскадного охолодження
Це дві і більше послідовно включених фреонових установок. Для отримання нижчих температур потрібно використовувати фреон з нижчою температурою кипіння. У однокаскадній холодильній машині в цьому випадку потрібно підвищувати робочий тиск за рахунок застосування потужніших компресорів. Альтернативний шлях - охолодження радіатора встановлення іншої фреоннової установки (тобто їх послідовне включення), за рахунок чого знижується робочий тиск в системі і стає можливим застосування звичайних компресорів.
Каскадні системи дозволяють отримувати набагато нижчі температури ніж однокаскадні і, на відміну від систем відкритого випаровування, можуть працювати безперервно. Однак, вони є і найскладнішими у виготовленні і наладці.

## Системи зелементами Пельтье
Елемент Пельтье для охолодження комп'ютерних компонент ніколи не застосовується самостійно через необхідність охолодження його гарячої поверхні. Як правило, елемент Пельтье встановлюється на охолоджуваний компонент, а іншу його поверхню охолоджують за допомогою іншої системи охолодження (зазвичай повітряної або рідинної). Так як компонент може охолоджуватися до температур нижче температури навколишнього повітря, необхідно застосовувати заходи для боротьби з конденсатом. У порівнянні з фреоновим установками, елементи Пельтье компактніше і не створюють шум і вібрацію, але помітно менш ефективні.